# Чернобровкино
Чернобровкино (укр. Чорнобривкине) — село,
Чернобровкинский сельский совет,
Путивльский район,
Сумская область,
Украина.
Код КОАТУУ — 5923888101. Население по переписи 2001 года составляло 348 человек.
Является административным центром Чернобровкинского сельского совета, в который, кроме того, входят сёла
Голубково,
Ильинское,
Плотниково,
Суворово и
Трудовое.

## Географическое положение
Село Чернобровкино находится на расстоянии до 1,5 км от города Путивль и сёл Ильинское, Голубково, Кардаши и Селезневка.
Рядом проходит автомобильная дорога Т-1911.

## История
- Село Чернобровкино известно с XVIII века.

## Экономика
- «Лотос», ООО.